# Idrica (stacja kolejowa)
Idrica (ros. Идрица) – stacja kolejowa w miejscowości Idrica, w rejonie siebieskim, w obwodzie pskowskim, w Rosji. Położona jest na linii Moskwa – Siebież.

## Historia
Stacja powstała w czasach carskich na kolei moskiewsko-windawskiej, pomiędzy stacjami Pustoszka i Siebież. Zlokalizowana została na polach, a nazwę zaczerpnięto od pobliskiej rzeki Indricy. Po jej uruchomieniu wokół niej powstało osiedle typu miejskiego Idrica.
W latach 1915–1917 na potrzeby wojskowe Frontu Północnego zbudowano linię Psków (Bieriozki) - Połock, z węzłem z linią moskiewsko-windawską w Indricy. Linia to została zniszczona podczas odwrotu Armii Czerwonej podczas II wojny światowej, a jej pozostałości rozebrane zostały przez Niemców. Po wojnie nie odbudowana, przez co Indrica utraciła status stacji węzłowej.
7 marca 1944 na stacji miało miejsce samobójcze zderzenie sowieckiego samolotu z niemieckim pociągiem z paliwem. Pilot por. Jewgienij Michajłow za ten wyczyn otrzymał tytuł bohatera Związku Radzieckiego. Obecnie przed budynkiem dworca stoi jego pomnik.

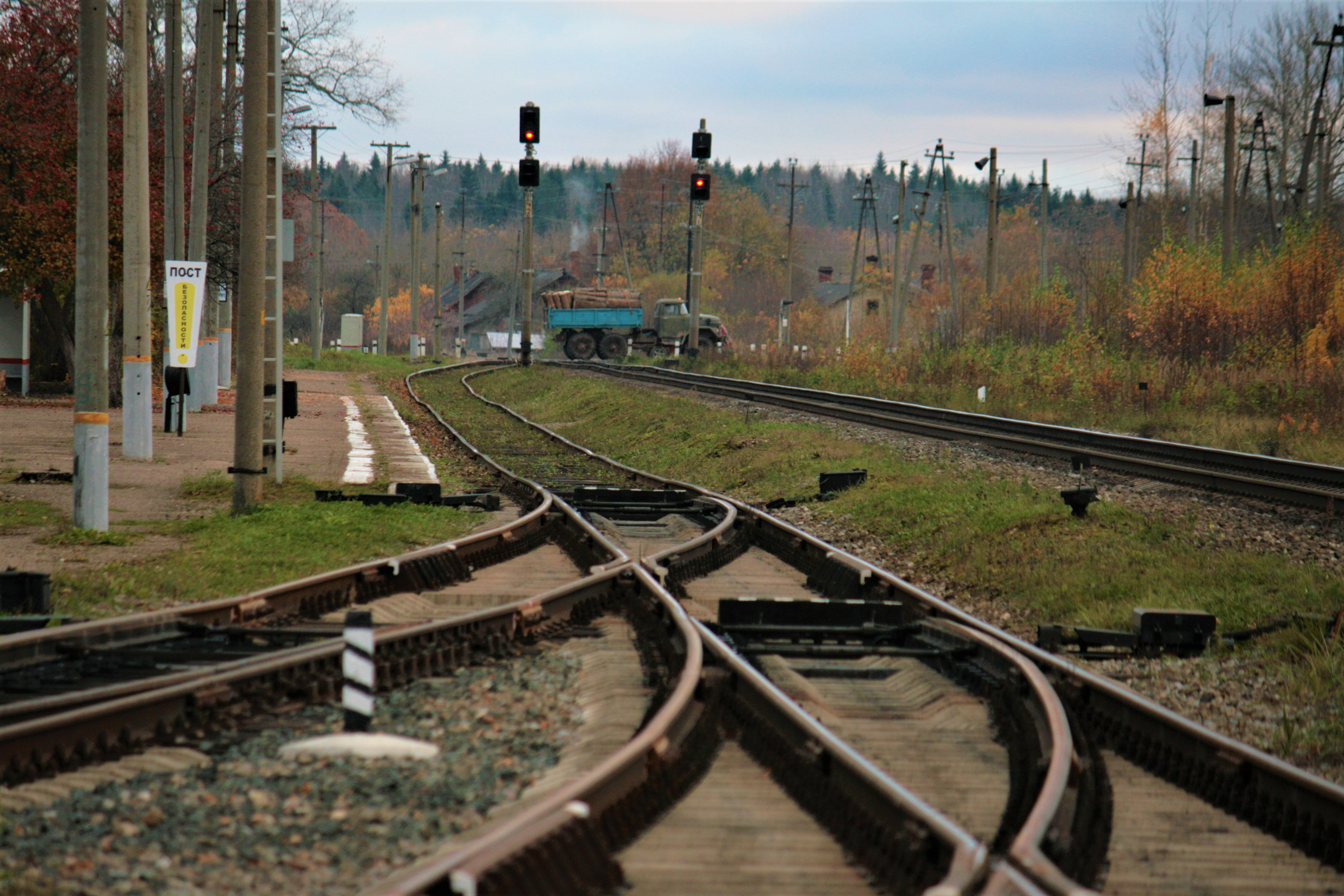
Widok w stronę Nowosokolników